# Joel Guzmán
Irvin Joel Vigo Guzmán (nacido el 24 de noviembre de 1984 en San Pedro de Macorís) es un infielder dominicano que jugó en las Grandes Ligas de Béisbol alrededor de dos temporadas de 2006 a 2007. Actualmente es miembro de la organización de los Chunichi Dragons en Japón.
Guzmán firmó con los Dodgers de Los Ángeles como agente libre internacional el 2 de julio  de 2001. Se abrió camino a través de las ligas menores, convirtiéndose en uno de los mejores prospectos. Fue nombrado el jugador del Año de Ligas Menores de los Dodgers en 2004 y fue elegido para el Juego de Estrellas de la Florida State League. En 2005, fue seleccionado para el Juego de Estrellas de la Southern League. Guzmán también ha jugado en el Juego de las Futuras Estrellas en dos ocasiones, en 2004 y 2006. Con un salto al nivel de Grandes Ligas previsto para la temporada 2006, el mánager de los Dodgers, Grady Little, mandó a Guzmán al jardín izquierdo durante la pretemporada. El cambio de posición se hizo en un intento de dar mayor oportunidad a Guzmán de jugar con los Dodgers en 2006.
Guzmán fue cambiado el 31 de julio de 2006 a las Mantarrayas de Tampa Bay con Sergio Pedroza por Julio Lugo. En 2007, hizo una breve aparición con los Devil Rays, pero pasó la mayor parte de su tiempo en Triple-A con Durham Bulls. Se convirtió en agente libre al final de la temporada y firmó un contrato de ligas menores con los Nacionales de Washington. El 4 de febrero de 2010, los Orioles de Baltimore firmaron a Guzmán con un contrato de ligas menores, y terminó la temporada 2010 en el nivel AA con los Bowie Baysox. El 22 de diciembre de 2010 se anunció que firmó un contrato para jugar en Japón para los Dragones de Chunichi en 2011.